# Сант'Андреа (Терамо)
Сант'Андреа (итал. Sant'Andrea) је насеље у Италији у округу Терамо, региону Абруцо.
Према процени из 2011. у насељу је живело 304 становника. Насеље се налази на надморској висини од 429 м.